# モントゴメリー・ウィルソン
モントゴメリー・ウィルソン（Montgomery Wilson、1909年8月20日 - 1964年11月15日）は、カナダ出身の男性フィギュアスケート選手。1932年レークプラシッドオリンピック男子シングル銅メダリスト。ペア時代のパートナーは妹でもあるコンスタンス・ウィルソン＝サミュエル。

## 経歴
- 1909年8月20日、トロントに生まれる。男子シングル選手として活動する傍ら、妹のコンスタンス・ウィルソン＝サミュエルとペアを組みペア選手としても活動を開始。
- 1932年レークプラシッドオリンピック男子シングルで銅メダルを獲得。ペアでは5位入賞。
- 1932年世界フィギュアスケート選手権男子シングル2位。ペアでは6位入賞。
- 引退後はコーチとして活動。1964年死去。
- 1976年世界フィギュアスケート殿堂入り。

## 主な戦績

### 男子シングル
| 大会/年      | 1927-28 | 1928-29 | 1929-30 | 1930-31 | 1931-32 | 1932-33 | 1933-34 | 1934-35 | 1935-36 |
| ------------ | ------- | ------- | ------- | ------- | ------- | ------- | ------- | ------- | ------- |
| オリンピック | 13      |         |         |         | 3       |         |         |         | 4       |
| 世界選手権   | 7       |         | 4       |         | 2       |         |         |         | 5       |

### ペア
| 大会/年      | 1929-30 | 1930-31 | 1931-32 |
| ------------ | ------- | ------- | ------- |
| オリンピック |         |         | 5       |
| 世界選手権   | 4       |         | 6       |